# Kiara Barnes
Kiara Barnes (Salt Lake City, 20 giugno 1995) è un'attrice e modella statunitense, nota per aver interpretato il ruolo di Zoe Buckingham nella soap opera Beautiful (The Bold and the Beautiful).

## Biografia
Kiara Barnes è nata il 20 giugno 1995 a Salt Lake City, nello Utah, Stati Uniti d'America, e ha un fratello di nome Kaden.
Inizia la propria carriera come modella, entrando nel mondo dello spettacolo. Interpreta pubblicità per importanti marchi come Nike, DKNY, Maybelline, Sephora e Adidas, ed è protagonista dello spot per iPhone X. Successivamente entra a far parte dell'agenzia Elite Model Management.
Nel 2018 pubblica l'EP Sirens to the Moon. Dal 2018 al 2022 viene scelta per interpretare il ruolo di Zoe Buckingham nella soap opera Beautiful (The Bold and the Beautiful). Nel 2020 ricopre il ruolo di Octavia, nella serie Stuck with You. Nello stesso anno impersona Clarissa nel film per la televisione Eterna ossessione (The Wrong Wedding Planner) diretto da David DeCoteau. Nel 2021, interpreta il personaggio di Ruby Akuda, assistente della protagonista, Helena Roarke (Roselyn Sánchez), nella serie televisiva Fantasy Island, reboot tutto al femminile della celebre serie degli anni settanta/ottanta Fantasilandia, con protagonisti Ricardo Montalbán e Hervé Villechaize.

## Agenzie
- Elite Model Management

## Filmografia
- Beautiful (The Bold and the Beautiful) – soap opera, 268 episodi (2018-2022)
- Stuck with You – serie TV, episodi 1x01-2x01 (2020)
- Eterna ossessione (The Wrong Wedding Planner), regia di David DeCoteau – film TV (2020)
- Fantasy Island – serie TV, 23 episodi (2021-2023)

## Discografia

### EP
- 2018 - Sirens to the Moon

## Doppiatrici italiane
Nelle versioni in italiano delle opere in cui ha recitato, Kiara Barnes è stata doppiata da:
- Virginia Brunetti in Beautiful[20], Fantasy Island[21]